# Chiesa di Santa Maria Assunta (Bedonia)
La chiesa di Santa Maria Assunta è un luogo di culto cattolico dalle forme barocche e neoclassiche situato a Drusco, frazione di Bedonia, in provincia di Parma e diocesi di Piacenza-Bobbio; è sede di una parrocchia compresa nel vicariato della Val Taro e Val Ceno.

## Storia
Il luogo di culto originario fu edificato in epoca medievale; risale al 1369 la prima testimonianza della sua esistenza come cappella dipendente dalla vicina pieve di Calice e appartenente alla diocesi di Bobbio.
Nel 1583 la chiesa assunse il titolo plebano a scapito della chiesa di Sant'Apollinare di Calice, da cui traslocò il parroco; nel 1597 risultavano alle sue dipendenze le cappelle di Casalporino, Romezzano, Volpara, Cese, Spora, Chiesiola e Fornolo.
Il tempio fu in epoca ignota completamente ricostruito e nel 1730 fu solennemente consacrato dal vescovo Carlo Cornaccioli.
A partire dal 1925 la chiesa fu sottoposta a lavori di restauro, che interessarono anche il campanile e furono conclusi nel 1954; nel frattempo nel 1930 gli interni furono ornati con affreschi.
Nel 2003 le decorazioni pittoriche furono restaurate.

## Descrizione

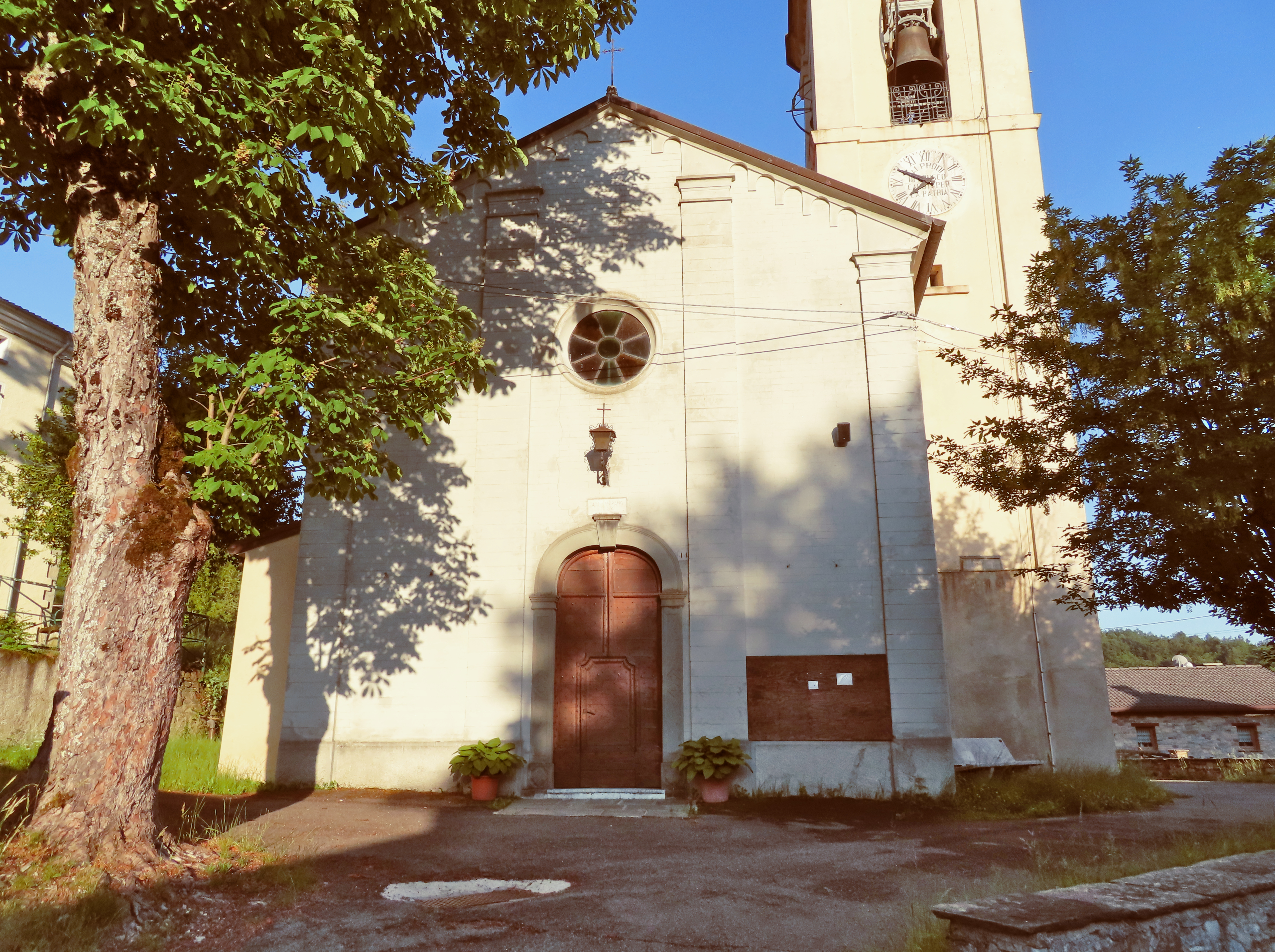
Facciata

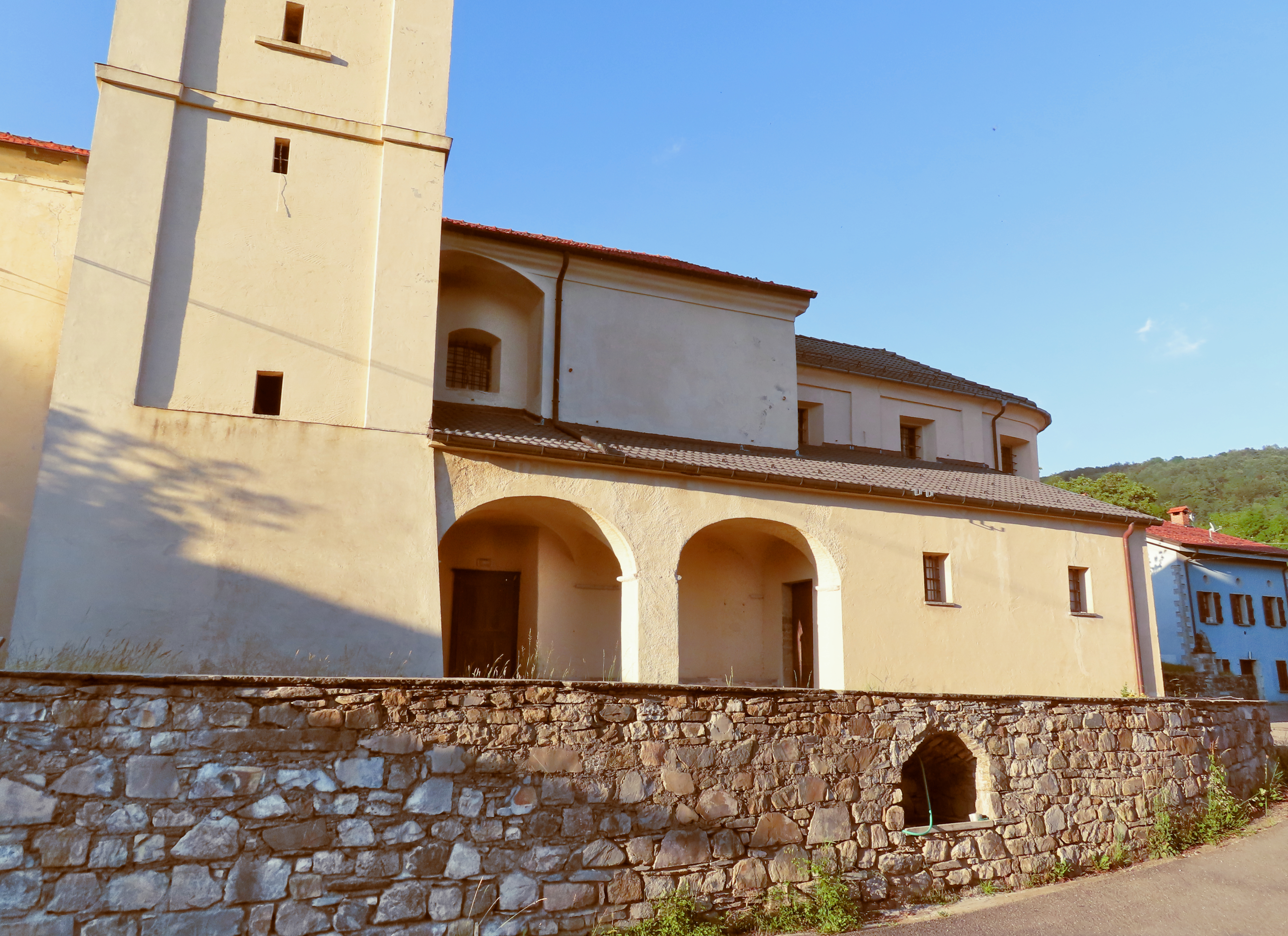
Lato sud

La chiesa si sviluppa su una pianta a croce latina affiancata sulla sinistra da due cappelle, con facciata a ovest e presbiterio absidato a est.
La simmetrica facciata a capanna, interamente intonacata, è suddivisa verticalmente in tre parti da quattro lesene d'ordine gigante, coronate da capitelli dorici; nel mezzo è collocato l'ampio portale d'ingresso principale ad arco a tutto sesto, delimitato da una cornice in pietra; più in alto, sopra a una lampada in ferro, si apre un rosone strombato; in sommità corre lungo gli spioventi del tetto un motivo ad archetti pensili.
Il lato destro è affiancato dal campanile, che si eleva su tre ordini delimitati da lesene sugli spigoli; la cella campanaria si affaccia sulle quattro fronti attraverso alte aperture ad arco a tutto sesto; in sommità, oltre il cornicione perimetrale in aggetto, si eleva la lanterna a base ottagonale, illuminata da monofore ad arco a tutto sesto, scandite da lesene sugli spigoli; a coronamento si staglia la copertura a cupola. Dietro alla torre, aggetta dal prospetto un porticato a due ampie arcate a tutto sesto, su cui si apre il portale d'ingresso secondario; più avanti è presente infine il volume della sagrestia.
Il lato sinistro è affiancato dagli edifici di servizio.

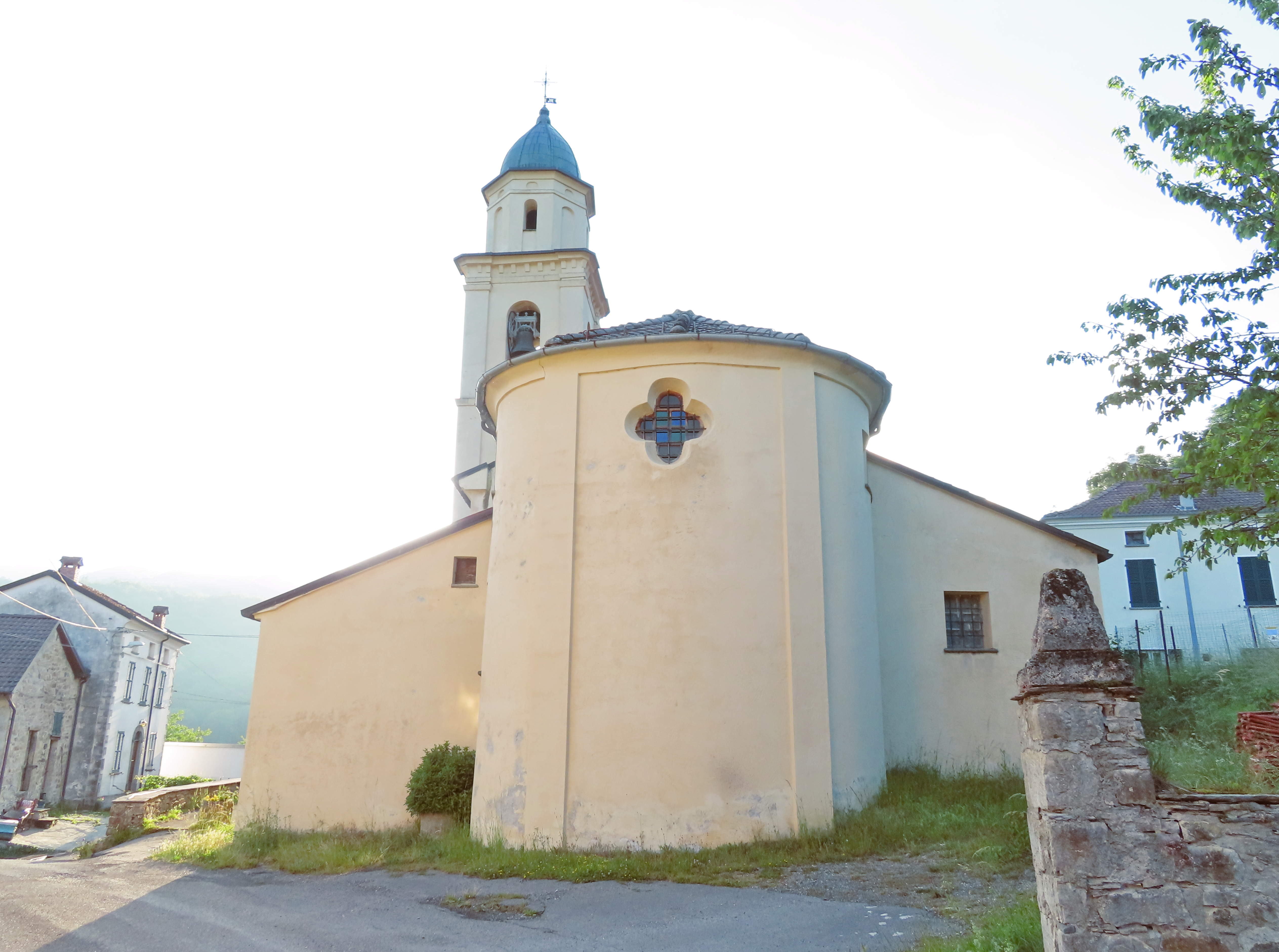
Abside

Sul retro si allunga il presbiterio absidato, illuminato in sommità lateralmente da una serie di finestre rettangolari e sul fondo da un'apertura a croce greca, tutte profondamente strombate.
All'interno la navata, suddivisa in tre campate e coperta da una volta a botte lunettata ornata con affreschi, è decorata sulle pareti con una serie di lesene in marmo rosso e grigio, coronate da capitelli dorici, a sostegno del cornicione perimetrale in aggetto. La prima campata accoglie sulla destra il confessionale ottocentesco in legno intarsiato, mentre sulla sinistra si affaccia l'arcata a tutto sesto della cappella del battistero, al cui interno è collocato il fonte battesimale romanico; sulla seconda campata si aprono a destra una nicchia a tutto sesto contenente la statua di un santo e a sinistra l'alta arcata a tutto sesto di una cappella; sulla terza si apre a destra il portale d'ingresso secondario, mentre dalla parete sinistra aggetta il pulpito ligneo policromo risalente alla prima metà del XIX secolo.
I due bracci del transetto, coperti da volte a botte affrescate, ospitano altrettanti altari.
Il presbiterio, lievemente sopraelevato, è preceduto dall'ampio arco trionfale a tutto sesto, retto da pilastri su cui si aprono, verso l'aula, due simmetriche nicchie a tutto sesto; l'ambiente, coperto da una volta a botte lunettata, è scandito in due campate da una serie di lesene marmoree doriche. Nel mezzo si eleva l'altare maggiore monumentale in legno dorato e intagliato, realizzato tra il 1662 e il 1678; al centro è collocato il tabernacolo, affiancato da due coppie di colonnine tortili coronate da capitelli corinzi, a sostegno del frontone spezzato contenente un altorilievo rappresentante l'Eterno Padre; ai lati si aprono due nicchie ad arco delimitate da cariatidi, mentre alle estremità si innalzano due colonnine tortili; superiormente si staglia nel mezzo un'ampia ancona policroma retta da due coppie di lesene ornate con fiori, mascheroni e cariatidi; a coronamento si erge il frontone spezzato contenente la raffigurazione del Padre Eterno benedicente tra le nuvole.
Sul fondo l'abside, coperta dal catino con spicchi a vela lunettati e affrescati, accoglie il coro ligneo risalente alla fine del XVIII secolo.
La chiesa conserva alcuni antichi oggetti sacri di pregio, tra cui un calice del 1488, un reliquiario, un ostensorio e un trono processionale.